# Spinantenna oaxes
Spinantenna oaxes är en fjärilsart som beskrevs av Butler 1870. Spinantenna oaxes ingår i släktet Spinantenna och familjen praktfjärilar. Inga underarter finns listade i Catalogue of Life.